# Huanglong Xia
Huanglong Xia (chinesisch 黄龙狭) ist eine 80 m breite Meerenge an der Ingrid-Christensen-Küste des ostantarktischen Prinzessin-Elisabeth-Lands. Sie trennt die Insel Wangjing Dao vom nördlichen Ende der Halbinsel Xiehe Bandao in den Larsemann Hills.
Chinesische Wissenschaftler benannten sie 1989 im Zuge von Vermessungen und Kartierungen.